# Super Mario Galaxy
Super Mario Galaxy (ja. スーパーマリオギャラクシー/Sūpā Mario Gyarakushī, ko. 슈퍼 마리오 Wii 갤럭시 어드벤처/Syupeo Mario Wii Gaelleoksi Eodeubencheo) je 3D platformska akcijsko avanturistička videoigra za Wii koja je izašla 2007. Treći je 3D platformer u franšizi. Ovo je prva videoigra franšize Mario koja se nalazi u svemiru. U ovoj igri, Super Mario putuje kroz svemir da spasi Princezu Peach od Bowsera nakon što pobjegne u svemir, te Mario upozna Rosalinu kojoj pomogne pojaćati leteći brod koji im može pomoći pronaći Bowsera, koji je poććeo otimati Lume, zvijezde koje je Rosalina udomila. Mario mora putovati na planetoide i skupljati moćne zvijezde kao gorivo za Rosalinin Comet Observatory.

## Radnja
Svakih 100 godina, na večer festivala zvijezda, komet preleti preko Mushroom Kingdoma i zbog njega padaju zvijezde i prah padaju na planet. Peach pozove Marija u njen dvorac da zajedno provedu festival uz poseban dar. Čim Mario dođe, Bowser počne napadati Toadove svojim letećim brodom i zarobi ih u kristale. Bowser otme Peach da joj pokaže svoju novu galaksiju. Njen dvorac izvuče iz tla NLO-om. Prije no što ih Mario stigne, Kamek ga pogodi sa svojim čarima i baci ga u svemir. Kamek teleportira dvorac na daleko mjesto dok Luma, koju je nosila Peach, počne tražiti Marija.
Mario se probudi na planetu punom trave gdje ga probude tri zeca. Zečevi, koji su preobražene Lume, ga odvedu do Rosaline. Rosalina je majka Luma koja putuje kroz svemir. Bowser je ukrao gorivo njenog broda (Comet Observatoryja), moćne i velike zvijezde. Rosalina zamoli Marija da joj pomogne vratiti zvijezde i uništiti Bowsera. Mariju također pomogne Luma koja mu se uvuče u kapu i dadne moći brzog okretanja.
Mario i Luma putuju kroz mnoge galaksije pronalazeći zvijezde i vračajući ih Rosalini, uz moć zvijezda mogu putovati u novije galaksije, dok im Peach šalje pisma. Luigi se nekad pojavi i pomogne igraču dovršiti nivoe. Mario kasnije može s Lumama slušati Rosalininu priču. Rosalina objasni da, kad je bila mlada, posjetila ju je Luma da joj pomogne pronaći majku. Ona i Rosalina putovale su brodovima i zvijezdama, ali je Rosalini falio dom, i osječala se krivo jer je i njena majka umrla. Luma se pretvorila u komet i dopustila Rosalini da putuje svemirom koliko hoće. Tamo je odlučila da su joj Lume obitelj.
Nakon još putovanja Mario i Rosalina dospiju u centar svemira gdje Mario pronađe Bowsera u novoj galaksiji. Mario ga porazi i uzme zadnju veliku zvijezdu. Kad Mario i Peach krenu doma, jedan od planeta Bowserove galaksije iskusi supernovu i stvori ogromnu crnu rupu. Sve Lume, uključujući i Lumu koja je pomogla Mariju, se bace u crnu rupu da ju neutraliziraju. Nakon što se zatvori, eksplodira i pošalje Marija daleko, gdje ga Rosalina uhvati i kaže da ovo nije kraj, nego novi početak za svemir, koji se ne savršeno ponavlja.
Mario i svi ostali se vrate baš na mjesto gdje su započeli. Pred Peachin dvorac u novom svemiru. Nitko osim Marija se ne sjeća starog svemira, i kad se probudi sretno vikne "Dobrodošla, moja nova galaksijo!". Ako igrač skupi 120 zvijezda, u posebnoj završnoj sceni Rosalina kaže "Paziti ću te, čak i preko zvijezda". Mariova Luma je također živa i ostane sama dok Rosalina otputuje u novu galaksiju.

## Doživljaj igre
Ova igra je različita od prijašnjih igara serijala. Prijašnje igre su bile samo u 2D-u ili 3D-u, ali Super Mario Galaxy nekad mijenja dimenzije, dijelovi igre su u 2D-u, a neki u 3D-u. Još jedan novi dodatak je antigravitacija i kretnja na sferama. Čak i s razlikama, vidljive su mnoge sličosti igrama Super Mario 64 i Super Mario Sunshine.
Igrač kontrolira Marija Wii Remoteom i Nunchuckom. Nunchuck se koristi za micanje, te se na njon nalace gumbovi kao C i Z. C se koristi da naglo zaustavi a Z da se Mario sagne. Kombinacijom gumba Z i A s Wii Remotea Mario može skočiti daleko ili visoko. Samo gumbom A Mario napravi običan skok. Strelicama na Wii Remoteu može se micati kamera. Gumbom B mogu se bacati Star Bitsi ako je Wii remote pokazan prema ekranu. Star Bitsi su mali šareni dijelovi zvijezda koji, ako ih se skupi 50, dadnu igraču dodatni život. Ih prijašnjih igara se vračaju novčići, i ako ih igrač skupi 100 također dobije dodatni život, uz to može dati igraču više energije ako ju izgubi. Ako igrač potrese Wii Remote ili Nunchuck Mario će se zavrtjeti. To je Mariova glavna metoda napadanja. Od nivoa do nivoa Mario putuje raznim sobama u Comet Observatoryju. U nivoima skuplja zvijezde i velike zvijezde kao gotivo za Comet Observatory. Igra se može dovršiti s malo više od 60 zvijezda, a igra ima 120. Ova igra ima puno značajki specifičnim nekim nivoima. Neki nivoi imaju ljubičaste novčiće, sjenovite Marije, plivanje, itd. Također se pojavljuju zelene zvijezde skrivene u nivoima, i kometi, nivoi za izazove. Na kraju igre se pojavi Super Lugi Galaxy, cijela igra, ali se može kontrolirati Luigi. Luigi je identičan Mariju, ali je malo brži i skače više.

## Likovi

### Likovi koje se može kontrolirati
| Ime   | Glas             | Opis                                                                                               |
| ----- | ---------------- | -------------------------------------------------------------------------------------------------- |
| Mario | Charles Martinet | Glavni protagonist i junak, spreman spasiti princezu Peach i galaksiju od napada Bowsera i Juniora |
| Luigi | Charles Martinet | Sporedni lik, Mariov pomoćnik i glavni lik igre nakon završetka u Super Luigi Galaxy               |

### Ostali
| Ime                     | Glas           | Opis                                                                                      |
| ----------------------- | -------------- | ----------------------------------------------------------------------------------------- |
| Princeza Peach          | Samantha Kelly | Princezu otme Bowser i Mario ju mora spasiti                                              |
| Rosalina                | Mercedes Rose  | Misteriozna žena i majka Luma                                                             |
| Polari, Luma i Lume     | /              | Polari je najstarija Luma, Luma je Mariova pomoćnica, i Lume su vrste koje Rosalina štiti |
| Toad Brigade            | Samantha Kelly | Grupa Toadova koji istražuju galaksiju                                                    |
| Spooky Speedster        | /              | Boo koji se trka protiv Marija                                                            |
| Star Bunny              | /              | Rasa zečeva koji su maskirane Lume                                                        |
| Honeybees               | /              | Grupa pčela, odani slušnici kraljice pčela                                                |
| Queen Bee               | /              | Kraljica pčela                                                                            |
| Gearmo                  | /              | Ljutita rasa robota koji čiste smeče                                                      |
| Pingvini                | /              | Pingvini vole odmaranje i trkanje                                                         |
| Coach                   | /              | Druželjubiv pingvin koji podučava surfanje                                                |
| Penguru                 | /              | Stari pingvin koji daje Mariju zvijezde                                                   |
| Ray                     | /              | Manta na kojoj Mario surfa                                                                |
| Guppy                   | /              | Arogantna orka i nasilnik prema pingvinima                                                |
| Ploče                   | /              | Personificirana vrsta ploča koje pomažu Mariju                                            |
| Cataquack               | /              | Biča koja mogu baciti igrača visoko u zrak                                                |
| Velika zelena gusjenica | /              | Ime vrste gusjenica koje se pojavljuju u galaksiji Gusty Garden                           |
| Cosmic Mario/Luigi      | /              | Misteriozno biče koje se natječe s Mariom i Luigijem                                      |

### Neprijateli i prepreke
| Ball Beamer   | Banekiti     | Šišmiš        | Crna rupa    | Bomb Boo          | Clampy             | Cluckboom      | Crabber      | Dark Matter   | Electric Sphere     | Electrogoomba  | Eye Beamer        | Fire Pressure       | Flipbug            | Ogromna bodljikava biljka |
| Zlatni Chomp  | Goombeetle   | Gringill      | Med          | Ice bat           | Ice bubble         | Jammyfish      | Meduza       | Jump Beamer   | Jump Guarder        | Lava Bubble    | Li'l Cylinder     | Mandibug            | Mecha-Bowser       | Mini Wanwan               |
| Monty         | Octoguy      | Octopus       | Petapeta     | Bodljikava biljka | Pumpkinhead Goomba | Ring Beamer    | Rubbery bulb | Sentry beam   | Skeletal Fish Guard | Slurple        | Spiky Topman      | Spiny Piranha Plant | Spoing             | Sprangler                 |
| Spring Topman | Steam Jet    | Topmini       | Tweester     | Undergrunt        | Urchin             | Water shooter  | Amp          | Banzai Bill   | Banzai Bill top     | Big Amp        | Bill Blaster      | Blooper             | Bob-omb            | Bomp                      |
| Boo           | Boulder      | Bramble       | Bullet Bill  | Burner            | Top                | Topovska kugla | Cheep Cheep  | Chomp         | Dry Bones           | Electric fence | Fire Bar          | Fire Ball           | Floating Mine      | Freezing Water            |
| Goomba        | Grand Goomba | Koopa Troopa  | Lava         | Lava Geyser       | Magikoopa          | Meteor         | Mini Goomba  | Piranha Plant | Poison              | Pokey          | Pokeyeva glava    | Živi pijesak        | Spike Trap         | Spiny Cheep Cheep         |
| Thwomp        | Torpedo Ted  | Torpedo cijev | Tox Box      | Urchin            | Wiggler            | Whirlpool      | Dino Piranha | King Kaliente | Stink Bug Parent    | Bugaboom       | Megaleg           | Kamella             | Tarantox           | Topmaniac                 |
| Bowser        | Bowser Jr.   | Bowser Jr.    | Bouldergeist | Bouldergeist      | Major Burrows      | Major Burrows  | Baron Brr    | Baron Brr     | Kingfin             | Kingfin        | Undergrunt Gunner | Undergrunt Gunner   | Fiery Dino Piranha | Fiery Dino Piranha        |

## Galaksije
| Soba na Comet Observatoryju | Ime(na) galaksije/a                                                                                                   |
| --------------------------- | --- |
| Dveri                       | Gateway Galaxy Boo's Boneyard Galaxy                                                                                  |
| Terasa                      | Good Egg Galaxy Honeyhive Galaxy Loopdeeloop Galaxy Flipswitch Galaxy Sweet Sweet Galaxy Bowser Jr.'s Robot Reactor   |
| Fontana                     | Space Junk Galaxy Battlerock Galaxy Rolling Green Galaxy Hurry-Scurry Galaxy Sling Pod Galaxy Bowser's Star Reactor   |
| Kuhinja                     | Beach Bowl Galaxy Ghostly Galaxy Bubble Breeze Galaxy Buoy Base Galaxy Drip Drop Galaxy Bowser Jr.'s Airship Armada   |
| Spavača soba                | Gusty Garden Galaxy Freezeflame Galaxy Dusty Dune Galaxy Honeyclimb Galaxy Bigmouth Galaxy Bowser's Dark Matter Plant |
| Strojarnica                 | Gold Leaf Galaxy Sea Slide Galaxy Toy Time Galaxy Bonefin Galaxy Sand Spiral Galaxy Bowser Jr.'s Lava Reactor         |
| Vrt                         | Deep Dark Galaxy Dreadnought Galaxy Melty Molten Galaxy Matter Splatter Galaxy Snow Cap Galaxy                        |
| Planet of Trials            | Rolling Gizmo Galaxy Bubble Blast Galaxy Loopdeeswoop Galaxy Grand Finale Galaxy                                      |
| Center of the Universe      | Bowser's Galaxy Reactor                                                                                               |

## Razvoj
Razvoj Super Mario Galaxy je započeo s demom igre Super Mario 128. Yoshiaki Koizumi, redatelj dema, htio je da način igre, micanje po okrugloj površini, bude iskorišten u nekoj drugoj igri, iako bi ju bilo teško programirati. Shigeru Miyamoto je bio zainteresiran u koncept, i nakon što je igra Donkey Kong Jungle Beat bila dovršena, pitao je novu formiranu grupu Nintendo EAD Tokio bili voljeli napraviti novu igru s Mariom. Yoshiaki Koizumi je htio da nova igra s Mariom bude za Wii. Kasnije je Koizumi, s još par programera, stvorio prototip. Prototip je bio smješten u svemiru i dodana je gravitacija. Prototip je bio odobren.

## Kontroverza
Super Mario Galaxy bila je prva videoigra franšize Mario koja je bila lokalizirana na francuskom za Quebec. U lokalizaciji se koristilo puno Joual naglasaka i žargona. Union des artistes je kritizirao Nintendo jer su smatrali da su ovako promovirali nepismenost i lošu gramatiku djeci. Nintendo je rekao da su koristili Joual žargon da igra bude više privlačna Quebecu.
Nakon loše reakcije lokalizaciji ove igre i The Legend of Zelda: Phantom Hourglass ostale igre bi koristile Standardni Francuski (osim igara serijala Pokémon i igre Paper Mario: Sticker Star, koje bi koristile Europski Francuski s ponekim žargonom).

## Recenzije i priznanja
Super Mario Galaxy je jedna od najbolje ocjenjenih igara u povijesti videoigara, prema agregatoru Metacriticu je šesta najbolje ocjenjena igra ikad. Prema agregatoru Metacritic ima prosječnu ocjenu 97/100, dok prema GameRankingsu ima 98%. 1Up.com i GameRevolution dali su igri visoku ocjenu A. CVG i GameSpot dali su igri 9.5/10. Edge, Eurogamer, Nintendo Life, Nintendo World Report i Play. Famitsu dao je igri 38/40. Game Informer su dali igri 9.75/10. GamePro, GameSpy i GamesRadar+ dali su igri 5 zvijezda. GameZone dali su igri 9.8/10. IGN dali su igri 9.7/10. ONM dao je igri 97%. Uz to je dobila mnogo nagrada za videoigru godine i nastavak 2010. godine.